# MGローバー
MG ローバー（MG Rover Group）は、2000年に設立されたイギリスの自動車会社である。2005年に倒産し、自動車の製造・販売も終了、これにてイギリス資本の自動車メーカー・ブランドは消滅した。
経営破綻後、MGブランドを含む資産の大部分は、中国の自動車会社・南京汽車に売却された。ローバー・ブランドは現在、インドのタタ・モーターズが所有している。

## 歴史
1994年、ドイツのBMWは、それまで日本の本田技研工業（ホンダ）との提携関係にあったローバー・グループを突如として買収した。
その後ローバー・グループの経営に失敗したBMWは、2000年、グループのうちミニ部門、および商標権としてのトライアンフとライレーを手元に残し、ランドローバー部門をアメリカのフォードに売却した。残りの全ては、元ローバー会長のジョン・タワーズ（John Towers）が中心となって設立したイギリスの投資グループ・フェニックス・コンソーシアム（Phoenix Consortium ）に対してマネジメント・バイアウト(MBO)により、僅か10ポンド（当時の日本円で約1660円）で売却された。こうして、ブリティッシュ・レイランド時代からの、ローバー、ランドローバー、ミニ、トライアンフなどのブランドは、それぞれ別個の会社の元に分散することとなった。
ローバー部門等を手にしたフェニックス・コンソーシアムが設立したのが、MGローバー（MG Rover Group ）である。同社は資本不足から、BBCの報道でも、経営陣の年金不正問題、工場稼働率の問題、資本力の問題などが盛んに報道されるなどしていた。新型車の開発力の低さを補うために、インドのタタ・モーターズと技術・資本提携、その後、中国の光輝自動車と資本提携を行った。タタとの提携は実際に新車発売（タタ・インディカを参照）に結びついたが、光輝との提携はうまくいかず、2004年には中国の上海汽車との資本・技術提携を発表した。中国でアジア向けローバー車の生産を委託する可能性もあるといわれていた。資本提携後、上海汽車がMGローバーを買収するとの噂も報道されたが、当事者は否定した。
2005年4月には上海汽車との提携交渉が決裂し、また英国政府の救済措置は実施されなかったため最終的に倒産。破産管財人としてプライスウォーターハウスクーパース（Price Waterhouse Coopers ）の管理下に入り経営破綻した。業者も部品供給を停止し、バーミンガム近郊、ロングブリッジの工場も操業停止した。数日後、MGローバー社は解体され、まず5000人の従業員の内の4000人を解雇した。この直後、英国内外から200社余り企業が経営権獲得に名乗りを上げ、前記の上海汽車もその中にあった。一方でイランやロシアの企業の動向も取り沙汰されていた。7月になり、ローバー及びローバーの知的財産を含まないMGを最終的に中国の南京汽車が買収総額最高1億ポンド（約200億円）で経営権を獲得した。上海汽車が渋っていたロングブリッジ工場改修や研究開発センター新設、従業員再雇用等の案を提示したことが決め手となった。
MGの意匠権を引き継いだ南京汽車は、Nac MGとして中国でMG5/MG7の名称でMG ZR及びMG ZTをリファインして製造開始し、イギリスのロングブリッジにおいてはNac MG UKとしてMG TFの再生産を行った。ローバーの知的財産権は上海汽車が主張しており、ROEWE750の名でローバー75を生産、販売した。上海汽車は2007年末に南京汽車を買収し傘下に収め、MGとROEWEの設計共通化を進めている。
ローバーブランドそのものはフォード・モーター（PAG）が買取り、2008年にはフォードからインドのタタ・モーターズへ売却され、以後タタが保有している。
キャタピラー社のグループ企業「キャタピラーアンドロジスティクス」が全世界を含めた修理部品供給を行っていたが、2009年3月末でキャタピラー社がローバーのパーツ流通から撤退すると発表した。現在日本国内においては、ローバーの正規輸入パーツは存在しないこととなる。

## 車種一覧
| - ローバー・75 - ローバー・25 - ローバー・45 - シティローバー - タタ・インディカのOEM - STREETWISE - 25のバリエーション - ROVER COMMERCE - 25のパネルバン | - MG・ZT - MG・ZR - 3/5ドアハッチバック - MG・ZS - 4ドアサルーン、BTCC参戦の原型車 - MG・EXPRESS - ZRのパネルバン 2003年の末には、フォード製のV8エンジンを搭載しイタリアで生産されるスポーツカー、MG X-power SVが発表された。販売価格が65,000ポンドを超える高額モデルであり、合計63台が生産された。 |

## 日本での販売
MGローバー発足以降、同社製乗用車の日本への正規輸入・販売は中止されていた。
2003年7月、オートトレーディングルフトジャパンが日本における正規輸入・販売者となり、ディーラー網「MGローバー・ニッポン」を開業したものの、2005年のMGローバー経営破綻に伴いその事業は終了した。

## 関連会社
MGローバー社の親会社である持ち株会社フェニックス・ベンチャー・ホールディングス（Phoenix Venture Holdings Limited ）では、自動車生産のMGローバーに加え、複数の関連会社を所有し、レースカー制作開発のMGスポーツ・アンド・レーシング（MG Sports&Racing ）、エンジン及び変速機製造のパワートレーン（Powertrain Ltd ） があった。
- MGスポーツ・アンド・レーシングでは、「MG」のサブブランドとして「X-power」を創設し、ル・マン24時間レースを始めイギリスツーリングカー選手権（BTCC）などのレース活動と、イギリスでの地方ラリーへの参戦もおこなった。また、市販車・チューニング部門で "MG X-power" ブランドでの高級スポーツカーの製造、個人向け競技用車両の製作を行った。上記レース活動用の専用車両には、MG伝統の開発コード"EX"が使用されている。（例:EX257) 2005年からはドイツツーリングカー選手権（DTM）へ参戦する予定だったが、MGローバーの経営破綻により中止されている。
- パワートレーンでは、ケータハム、ロータスへのエンジン供給などもおこなった。

### 関連会社製品
| パワートレーン パワートレーン KV6 - V型6気筒エンジン K4、K- VVC 、K- ターボ - 直列4気筒エンジン Lシリーズ - ディーゼルエンジン PG1 - 5速 ギアボックス | MGスポーツ・アンド・レーシング X power （親会社フェニックス傘下の子会社が保有） 上記車種のレース/ラリーカー・チューニングカー制作、プロトタイプの制作。 ローラ とも協力。 MG X-power SV ：日本での発売計画があったとも言われるが、実現しなかった。 MG X-power SV-R - SVのバリエーション |